# Wundwasser (Album)
Wundwasser ist das fünfte Album der Thüringer Dark-Metal-Band Eisregen und das erste Album, das von Massacre Records verlegt worden ist.

## Entstehungsgeschichte
Aufgrund der Indizierungen zweier Alben (Krebskolonie und Farbenfinsternis) und der Insolvenz der alten Plattenfirma Last Episode war die Existenz Eisregens akut gefährdet. Das Album war zwar bereits 2001 angekündigt worden, doch die Band legte zunächst eine einjährige Pause ein. Schlagzeuger Ronny Fimmel gründete in der Zwischenzeit das Projekt Ewigheim. Massacre Records nahmen die Band unter Vertrag. Zunächst veröffentlichten sie das vergriffene Debütalbum Zerfall in einer neuen Version.
Im Herbst 2004 erschien dann das Nachfolgewerk zu Farbenfinsternis. Die Band kündigte an, nach dem nächsten Album Menschenmaterial die Band aufzulösen. Statt des bereits angekündigten Albums erschien allerdings – nach dem Einschub der Hexenhaus-EP anlässlich des 10-jährigen Jubiläums – das Album Blutbahnen, Menschenmaterial wurde auf Eis gelegt.

## Aufmachung
Das Cover wurde von dem damaligen Band-Mitglied Berg Morbach entworfen, der nebenbei als Künstler arbeitet. Es gibt kein Booklet mit Texten als Beilage, sondern ein Poster, das die Band und das vergrößerte Cover des Albums zeigt. Berg Morbach zeichnete später auch für das 2008 erschienene Album Knochenkult das Cover-Artwork, die dort gezeigten Bäume entsprechen dabei denen von Wundwasser.

## Titelliste
1. Intro - Wahrheit …? – 0:30
2. Mein Eichensarg – 5:07
3. Am Glockenseil – 2:41
4. Vom Muttermord – 4:59
5. Blutgeil – 4:19
6. Ripper von Rostow – 3:27
7. Hinein ins Tränenmeer – 4:58
8. Glas – 4:23
9. Was vom Leben übrig bleibt – 4:33
10. Kreuznarbe – 4:09
11. Wundwasser – 5:19
12. Outro - Ende …? – 0:19

### Mein Eichensarg
Das Lied Mein Eichensarg handelt hauptsächlich von einer Person, die ihren Suizid plant und ausführt. Zu Beginn hebt der Protagonist sein eigenes Grab aus und beschreibt die Umgebung. Später nimmt er dann Tabletten zu sich und lässt sich von Freunden in seinem Eichensarg lebendig begraben.

### Am Glockenseil
Das Lied Am Glockenseil ist eine Hommage an den verstorbenen Regisseur Lucio Fulci, der bei dem Film Ein Zombie hing am Glockenseil Regie führte. Das Lied beschreibt den Tod des Priesters aus dem Film, die Ermordung der beiden Liebenden im Auto und den endgültigen Tod des untoten Priesters im Flammenmeer der Gruft.
2005 wurde das Lied von Eisblut, dem Death-Metal-Projekt des Sängers Michael Roth und Gitarristen Michael Lenz, auf dem Debütalbum Schlachtwerk gecovert.

### Vom Muttermord
Der Protagonist beschreibt rückblickend seine Kindheit. Seit dem Tod seines Vaters gab sich die Mutter dem Alkohol hin und es kam öfters zu gewalttätigen Übergriffen auf ihn. Seine Mutter wird schließlich in ein Heim eingeliefert, doch sein Bild von Frauen ist aufgrund dieses Kindheitstraumas so entartet, dass er als Erwachsener beginnt, Frauen zu ermorden. Bei der Heimleitung holt er sich die Genehmigung, seine Mutter mit zu sich nach Hause nehmen zu dürfen, wo er sich schon ausmalt, wie er sie mit mehreren Messerstichen ermorden wird.

### Ripper von Rostow
Das Lied befasst sich mit den Taten von Andrei Romanowitsch Tschikatilo. Im Lied wird dargestellt, wie er im Zug eine junge Frau namens Sveta verführt und sie nach Hause begleitet. Auf dem Weg erreichen sie ein Waldstück, wo Tschikatilo die Frau brutal ermordet, doch wenig später von der Polizei gefasst und hingerichtet wird.

### Kreuznarbe
Das Lied handelt von einem Menschen, der sein Leben lang an Gott geglaubt hat, dann aber von der Inquisition mitgenommen und gefoltert wurde, da er der Hexerei bezichtigt wurde. In seiner Verzweiflung betet er schließlich zum Teufel selbst, um von ihm gerettet zu werden. Doch auch von ihm bekommt er keine Antwort, sodass er zu dem Schluss kommt, dass die höheren Mächte sich nicht für die Belange der Menschen interessieren. Schließlich wird er auf dem Scheiterhaufen verbrannt.

### Wundwasser
Die Inspiration zu dem Lied „Wundwasser“ bekam die Band durch den vierten Teil der Guinea-Pig-Reihe Mermaid in a Manhole. Der Protagonist malt die sterbende Frau, indem er ihre Körperflüssigkeiten als Farbe verwendet. Der Körper wird zwar hässlicher werden und am Ende sterben, aber das Bild wird ewig bestehen.
2018 erschien auf der Split-Veröffentlichung Mein Eichensarg / For God Your Soul eine Cover-Version von Mein Eichensarg durch die österreichische Death-Metal-Gruppe Pungent Stench.

## Indizierung
Am 31. Januar 2007 wurde der Bundesprüfstelle für jugendgefährdende Medien aufgrund einer Anregung des Landeskriminalamt Brandenburgs Wundwasser vorgelegt. Am 1. Februar 2007 wurde das Album indiziert. Eine vorherige Anhörung blieb erfolglos. Die BPjM konnte keinen ausreichenden Kunstgehalt ausmachen, somit galt der Jugendschutz mehr als die Kunstfreiheit.
Im Dezember 2023 wurde die vorzeitige Listenstreichung des Albums abgelehnt. Grund dafür waren die Lieder „Mein Eichensarg“, „Vom Muttermord“ und „Was vom Leben übrig bleibt“, die weiterhin als jugendgefährdend angesehen werden.

## Rezeption
Wundwasser war das erste Eisregen-Album, welches es schaffte, in die Albumcharts zu gelangen.
Metal1.info gab Wundwasser 9 von 10 Punkten und fand, dass das Album stilistisch mehr in Richtung von Krebskolonie gehen würde. An dieses als „unerreichbare Meisterwerk“ bezeichnete Album könne die nun fünfte Scheibe zwar nicht herankommen, sei aber „ein durch und durch überzeugendes und eigenständiges Stück düsterem, morbidem und herrlich psychopatisch [sic!] wirkendem Gemisch aus Black-, Death, Heavy- und Gothic-Metal.“ Lobend erwähnt wurden die Texte: „Die Lyrics sind zwar alle sehr extrem und schonungslos, aber wie immer eine deutliche Spur an schwarzem Humor, kranker Poesie, Ironie und Gesellschaftskritik erkennen lassen, wenn man sich denn darauf einlässt.“
Auf metal.de erhielt das Werk 7 von 10 Punkten. Rezensent Frederik sah in den Titeln „Mein Eichensarg“, „Vom Muttermord“, „Ripper von Rostow“ und „Wundwasser“ die Glanzlichter des Albums, das letzte Lied war für ihn dabei „der abschließende Titeltrack welcher das lyrische Konzept der Band wie kein anderer Song vor ihm repräsentiert und ohne Zweifel zu den besten Nummern Eisregens überhaupt zählt.“ Dennoch empfand er das Werk insgesamt betrachtet als ernüchternd, wenn man es mit seinen Vorgängern vergleicht: „Zugegeben, Eisregen-Neulinge werden auch mit den übrigen Tracks ihre helle Freude haben und dürfen schonmal ihre Küchenmesser polieren, doch wer bereits die Vorgängeralben sein eigen nennen kann, findet im Rest des Wundwassers schnell Ernüchterung. ‚Blutgeil‘ könnte auch auf die Zerfall gebrannt werden, die Lucio Fulci Hommage ‚am Glockenseil‘ besteht quasi zu 100 % aus dem krebskolonistischen ‚Nachtgeburt‘, und der Rest pendelt sich irgendwo zwischen eben letzterem Album und der Leichenlager ein.“ Die Texte bezeichnete er als „gewohnt gut“, würden aber „vom typischen Provokationskonzept keinen Millimeter abweichen“. Das führe dazu, dass bei diesem Album im Gegensatz zu Krebskolonie und Farbenfinsternis keine wirkliche Richtung mehr zu erkennen sei.
Karsten Thurau bewertete das Album auf terrorverlag.com als vor allem technisch ausgereifter als bei den noch vorherigen Produktionen: „Die Produktion ist zwar immer noch etwas matschig, die Texte hin und wieder holprig und gewollt böse, aber man kann mittlerweile arrangieren und einfach interessante Songs schreiben.“ Den Stil empfand er als nach wie vor einzigartig in Deutschland: „Eine Mischung aus Gothic/ Dark und Death Metal, die hierzulande immer noch einzigartig ist und den Ostdeutschen einige neue Fans bescheren könnte, wenn man diese Scheibe denn lang genug in den Regalen finden kann.“
Auf dem Portal Metalglory gab Björn Springorum 8/10 Punkten und sah das Album nach Farbenfinsternis, das ihn damals nicht überzeugen konnte, nun wieder als deutliche Steigerung: „Musikalisch präsentieren sich Eisregen auf ihrem fünften Werk enorm vielseitig, lassen aber eine Rückkehr zu eher schwarzmetallischen Klängen vernehmen, auch wenn jene in Zusammenhang mit deutlich geradlinig-rockigen Riffs gesehen werden müssen. Auf die lieblichen Geigentöne, welche solche Hymnen wie "Kr***kolonie" unvergesslich machten, wird leider weitestgehend verzichtet, nur marginal ertönt dieses schöne Instrument. Da dieser Verlust allerdings zu Gunsten eines enorm angeschrabuten Anteils klarer akustischer Gitarren anzurechnen ist, kann man Eisregen in dieser Hinsicht getrost gratulieren“.
Auf burnyourears.de wertete „chris“ das Album als gut produziert und kurzweilig, jedoch inhaltlich nicht wirklich ernst zu nehmen: „Eisregen provozieren mit Grind-Texten, die jedem Horror-B-Movie schmeicheln würden, schön plakativ und daher gleichermaßen abgründig wie lustig. Musikalisch treffen sich die Thüringer zwischen Death-, Gothik und Mittelaltermetal, diesmal überraschend gut produziert und von A bis Z einfach nicht ernst zu nehmen. Meist gibt`s eine klare Reaktion auf die Alben der seit 1994 werkelnden Band: Ablehnung oder Daumen hoch. Mit 'Wundwasser' wird das nicht anders sein, doch wenn Ihr meinen abschließenden Rat hören wollt: Wer die Kohle übrig hat, sollte diese überaus kurzweilige Metzelattacke ruhig abgreifen!“
Rezensent „DarksceneTom“ gab dem Werk auf darkscene.at nur 3 von 10 Punkte: „Stumpfe Provokation, zum Teil hirnlos bis abgrundtief geschmacklose Texte ohne Niveau und musikalisches Mittelmass waren es, die Eisregen bis heute überleben ließen und eben jene 'reizenden' Eigenschaften sind es auch, die das neue Album ausmachen.“ Die Lieder empfand er insgesamt als wenig anspruchsvoll und ohne Witz: „Allein der auf das Kasperltheater Intro folgende vorpubertäre Einstieg mit 'Mein Eichensarg' erinnert an die aufmüpfigen Wortphrasen eines Teenagers in seiner ersten rebellischen Depression. Weitere unreife Beitrittskandidaten a la 'Vom Muttermord', 'Blutgeil' oder der Titelsong stehen derart geistigen Totalaussetzern in Nichts nach.“